# Climat de la Bourgogne
Ne doit pas être confondu avec les climats de Bourgogne en viticulture.
Le climat de la Bourgogne est de type océanique à tendance semi-continentale.

## Climatologie
L'influence océanique, assez faible, se traduit par des pluies fréquentes en toute saison (avec néanmoins un maximum en automne et un minimum en été) et un temps changeant. L'influence semi-continentale se traduit par une amplitude thermique mensuelle parmi les plus élevées de France (18 °C contre 15 °C à Paris), des hivers froids avec des chutes de neige relativement fréquentes et des étés plus chauds que sur les côtes, avec à l'occasion de violents orages.

## Viticulture
C'est cette influence semi-continentale qui rend possible la culture de la vigne en Bourgogne. Toujours en viticulture en Bourgogne, les climats sont aussi des lieux-dits, correspondant à une zone géographique et un terroir.